# Autriche aux Jeux olympiques d'hiver de 2022
L'Autriche participe aux Jeux olympiques d'hiver de 2022 à Pékin en Chine du 4 au 20 février 2022. Il s'agit de sa vingt-quatrième participation à des Jeux olympiques d'hiver.
Elle y remporte sept médailles d'or, principalement en ski alpin et en snowboard, sept médailles d'argent, quatre médailles de bronze et termine septième au classement par nation.

## Délégation
Le tableau suivant montre le nombre d'athlètes autrichiens dans chaque discipline :
| Sport               | Hommes | Femmes | Total |
| ------------------- | ------ | ------ | ----- |
| Biathlon            | 5      | 5      | 10    |
| Bobsleigh           | 8      | 2      | 10    |
| Combiné nordique    | 5      | -      | 5     |
| Luge                | 7      | 3      | 10    |
| Patinage artistique | 1      | 2      | 3     |
| Patinage de vitesse | 1      | 1      | 2     |
| Saut à ski          | 5      | 4      | 9     |
| Skeleton            | 2      | 1      | 3     |
| Ski acrobatique     | 7      | 6      | 13    |
| Ski alpin           | 11     | 11     | 22    |
| Ski de fond         | 3      | 2      | 5     |
| Snowboard           | 9      | 5      | 14    |
| Total               | 64     | 42     | 106   |

## Médaillés
| Sport      | Discipline                      | Athlète(s)                                                                                              | Performance   | Date       |
| ---------- | ------------------------------- | --- | ------------- | ---------- |
| Saut à ski | Épreuves par équipes masculines | Stefan Kraft Daniel Huber Jan Hörl Manuel Fettner                                                       | 942,7 points  | 14 février |
| Ski alpin  | Super-G hommes                  | Matthias Mayer                                                                                          | 1 min 19 s 94 | 8 février  |
| Ski alpin  | Combiné hommes                  | Johannes Strolz                                                                                         | 2 min 31 s 43 | 10 février |
| Ski alpin  | Compétition par équipes         | Katharina Huber Katharina Liensberger Katharina Truppe Stefan Brennsteiner Michael Matt Johannes Strolz | 1er           | 20 février |
| Snowboard  | Slalom géant parallèle hommes   | Benjamin Karl                                                                                           | 1er           | 8 février  |
| Snowboard  | Cross hommes                    | Alessandro Hämmerle                                                                                     | 1er           | 10 février |
| Snowboard  | Big air femmes                  | Anna Gasser                                                                                             | 185,50 points | 15 février |

| Sport      | Discipline                    | Athlète(s)                                              | Performance    | Date       |
| ---------- | ----------------------------- | ------------------------------------------------------- | -------------- | ---------- |
| Luge       | Monoplace hommes              | Wolfgang Kindl                                          | 3 min 48 s 895 | 6 février  |
| Luge       | Relais par équipes            | Madeleine Egle Wolfgang Kindl Thomas Steu Lorenz Koller | 3 min 3 s 486  | 10 février |
| Saut à ski | Tremplin normal               | Manuel Fettner                                          | 275,0 points   | 6 février  |
| Ski alpin  | Slalom femmes                 | Katharina Liensberger                                   | 1 min 45 s 06  | 9 février  |
| Ski alpin  | Super G femmes                | Mirjam Puchner                                          | 1 min 13 s 73  | 11 février |
| Ski alpin  | Slalom hommes                 | Johannes Strolz                                         | 1 min 44 s 70  | 16 février |
| Snowboard  | Slalom géant parallèle femmes | Daniela Ulbing                                          | 2e             | 8 février  |

| Sport            | Discipline       | Athlète(s)                | Performance    | Date      |
| ---------------- | ---------------- | ------------------------- | -------------- | --------- |
| Combiné nordique | Tremplin normal  | Lukas Greiderer           | 25 min 14 s 03 | 9 février |
| Luge             | Biplace (hommes) | Thomas Steu Lorenz Koller | 1 min 57 s 065 | 9 février |
| Ski alpin        | Descente hommes  | Matthias Mayer            | 1 min 42 s 85  | 7 février |
| Ski de fond      | Skiathlon femmes | Teresa Stadlober          | 44 min 44 s 2  | 5 février |

## Bilan général
| Sport            |   |   |   | Total |
| ---------------- | - | - | - | ----- |
| Ski alpin        | 3 | 3 | 1 | 7     |
| Snowboard        | 3 | 1 | 0 | 4     |
| Saut à ski       | 1 | 1 | 0 | 2     |
| Luge             | 0 | 2 | 1 | 3     |
| Ski de fond      | 0 | 0 | 1 | 1     |
| Combiné nordique | 0 | 0 | 1 | 1     |
| Total            | 7 | 7 | 4 | 18    |

| Jour       |   |   |   | Total |
| ---------- | - | - | - | ----- |
| 5 février  | 0 | 0 | 1 | 1     |
| 6 février  | 0 | 2 | 0 | 2     |
| 7 février  | 0 | 0 | 1 | 1     |
| 8 février  | 2 | 1 | 0 | 3     |
| 9 février  | 0 | 1 | 2 | 3     |
| 10 février | 2 | 1 | 0 | 3     |
| 11 février | 0 | 1 | 0 | 1     |
| 14 février | 1 | 0 | 0 | 1     |
| 15 février | 1 | 0 | 0 | 1     |
| 16 février | 0 | 1 | 0 | 1     |
| 20 février | 1 | 0 | 0 | 1     |
| Total      | 7 | 7 | 4 | 18    |

| Sexe   |   |   |   | Total |
| ------ | - | - | - | ----- |
| Hommes | 5 | 3 | 3 | 11    |
| Femmes | 1 | 3 | 1 | 5     |
| Mixte  | 1 | 1 | 0 | 2     |
| Total  | 7 | 7 | 4 | 18    |

| Athlète               | Sport      |   |   |   | Total |
| --------------------- | ---------- | - | - | - | ----- |
| Johannes Strolz       | Ski alpin  | 2 | 1 | 0 | 3     |
| Manuel Fettner        | Saut à ski | 1 | 1 | 0 | 2     |
| Katharina Liensberger | Ski alpin  | 1 | 1 | 0 | 2     |
| Matthias Mayer        | Ski alpin  | 1 | 0 | 1 | 2     |
| Wolfgang Kindl        | Luge       | 0 | 2 | 0 | 2     |
| Lorenz Koller         | Luge       | 0 | 1 | 1 | 2     |
| Thomas Steu           | Luge       | 0 | 1 | 1 | 2     |

## Résultats

### Biathlon
| Athlète                                               | Épreuve    | Temps             | Pénalité    | Rang |
| ----------------------------------------------------- | ---------- | ----------------- | ----------- | ---- |
| Simon Eder                                            | Individuel | 52 min 9 s 4      | 2 (0+0+1+1) | 20e  |
| David Komatz                                          | Individuel | 54 min 24 s 1     | 3 (1+0+1+1) | 45e  |
| Felix Leitner                                         | Individuel | 51 min 41 s 7     | 1 (1+0+0+0) | 16e  |
| Harald Lemmerer                                       | Individuel | 55 min 22 s 7     | 4 (0+1+2+1) | 57e  |
| Simon Eder                                            | Sprint     | 25 min 26 s 9     | 1 (0+1)     | 18e  |
| Patrick Jakob                                         | Sprint     | 27 min 10 s 9     | 1 (0+1)     | 72e  |
| David Komatz                                          | Sprint     | 27 min 2 s 5      | 2 (0+2)     | 69e  |
| Felix Leitner                                         | Sprint     | 26 min 33 s 8     | 2 (1+1)     | 46e  |
| Simon Eder                                            | Poursuite  | 44 min 18 s 7     | 5 (0+2+2+1) | 37e  |
| Felix Leitner                                         | Poursuite  | 42 min 16 s 3     | 1 (0+1+0+0) | 10e  |
| Simon Eder                                            | Mass Start | 40 min 10 s 8     | 2 (2+0+0+0) | 7e   |
| Felix Leitner                                         | Mass Start | 43 min 37 s 9     | 7 (2+1+2+2) | 29e  |
| David Komatz Simon Eder Felix Leitner Harald Lemmerer | Relais     | 1 h 23 min 31 s 9 | 2+8         | 10e  |

| Athlète                                                         | Épreuve    | Temps            | Pénalité    | Rang |
| --------------------------------------------------------------- | ---------- | ---------------- | ----------- | ---- |
| Lisa Theresa Hauser                                             | Individuel | 46 min 36 s      | 3 (0+1+1+1) | 17e  |
| Katharina Innerhofer                                            | Individuel | 48 min 10 s      | 4 (0+2+0+2) | 26e  |
| Anna Juppe                                                      | Individuel | 52 min 49 s 7    | 8 (1+3+1+3) | 75e  |
| Julia Schwaiger                                                 | Individuel | 48 min 42 s 2    | 3 (2+1+0+0) | 31e  |
| Lisa Theresa Hauser                                             | Sprint     | 21 min 31 s 6    | 0 (0+0)     | 4e   |
| Katharina Innerhofer                                            | Sprint     | 22 min 26 s 4    | 2 (0+2      | 21e  |
| Julia Schwaiger                                                 | Sprint     | 23 min 16 s 2    | 2 (1+1)     | 45e  |
| Dunja Zdouc                                                     | Sprint     | 25 min 32 s 1    | 2 (0+2)     | 85e  |
| Lisa Theresa Hauser                                             | Poursuite  | 36 min 56 s 7    | 2 (0+0+1+1) | 7e   |
| Katharina Innerhofer                                            | Poursuite  | 38 min 24 s 7    | 3 (0+0+1+2) | 22e  |
| Julia Schwaiger                                                 | Poursuite  | 40 min 42 s 2    | 3 (0+0+1+2) | 44e  |
| Lisa Theresa Hauser                                             | Mass Start | 42 min 7 s 6     | 4 (0+1+1+2) | 11e  |
| Katharina Innerhofer                                            | Mass Start | 42 min 42 s 7    | 6 (1+0+2+3) | 14e  |
| Lisa Theresa Hauser Katharina Innerhofer Anna Juppe Dunja Zdouc | Relais     | 1 h 15 min 7 s 6 | 3+7         | 9e   |

| Athlète                                                      | Épreuve | Temps            | Pénalité | Rang |
| ------------------------------------------------------------ | ------- | ---------------- | -------- | ---- |
| Simon Eder Lisa Theresa Hauser Felix Leitner Julia Schwaiger | Relais  | 1 h 9 min 44 s 2 | 2+13     | 10e  |

### Bobsleigh
| Athlètes * : pilote                                                | Épreuve      | Course 1     | Course 1 | Course 2     | Course 2 | Course 3     | Course 3 | Course 4     | Course 4 | Total         | Total |
| Athlètes * : pilote                                                | Épreuve      | Temps        | Rang     | Temps        | Rang     | Temps        | Rang     | Temps        | Rang     | Temps         | Rang  |
| ------------------------------------------------------------------ | ------------ | ------------ | -------- | ------------ | -------- | ------------ | -------- | ------------ | -------- | ------------- | ----- |
| Benjamin Maier* Markus Sammer                                      | Bob à deux   | 59 s 51      | 5e       | 59 s 96      | 8e       | 59 s 64      | 6e       | 1 min 0 s 1  | 9e       | 3 min 59 s 12 | 5e    |
| Markus Treichl* Markus Glück                                       | Bob à deux   | 1 min 0 s 42 | 26e      | 1 min 0 s 52 | 25e      | 1 min 0 s 66 | 27e      | Éliminés     | Éliminés | 3 min 1 s 60  | 26e   |
| Benjamin Maier* Markus Sammer Sascha Stepan Kristian Huber         | Bob à quatre | 58 s 76      | 8e       | 59 s 46      | 11e      | 59 s 17      | 11e      | 1 min 0 s 10 | 20e      | 3 min 57 s 49 | 12e   |
| Markus Treichl* Markus Glück Sebastian Mitterer Robert Eckschlager | Bob à quatre | 59 s 53      | 21e      | 1 min 0 s 7  | 24e      | 59 s 59      | 21e      | Éliminés     | Éliminés | 2 min 59 s 19 | 22e   |

| Athlètes * : pilote              | Épreuve    | Course 1     | Course 1 | Course 2     | Course 2 | Course 3     | Course 3 | Course 4     | Course 4 | Total         | Total |
| Athlètes * : pilote              | Épreuve    | Temps        | Rang     | Temps        | Rang     | Temps        | Rang     | Temps        | Rang     | Temps         | Rang  |
| -------------------------------- | ---------- | ------------ | -------- | ------------ | -------- | ------------ | -------- | ------------ | -------- | ------------- | ----- |
| Katrin Beierl                    | Monobob    | 1 min 5 s 39 | 8e       | 1 min 6 s    | 13e      | 1 min 6 s 57 | 16e      | 1 min 6 s 56 | 17e      | 4 min 24 s 52 | 14e   |
| Katrin Beierl* Jennifer Onasanya | Bob à deux | 1 min 1 s 91 | 13e      | 1 min 2 s 12 | 12e      | 1 min 1 s 89 | 9e       | 1 min 2 s 32 | 16e      | 4 min 8 s 24  | 10e   |

### Combiné nordique
| Athlète                                                           | Épreuve          | Saut à ski | Saut à ski | Saut à ski | Ski de fond   | Ski de fond | Total         | Total                               |
| Athlète                                                           | Épreuve          | Distance   | Points     | Rang       | Temps         | Rang        | Temps         | Rang                                |
| ----------------------------------------------------------------- | ---------------- | ---------- | ---------- | ---------- | ------------- | ----------- | ------------- | ----------------------------------- |
| Martin Fritz                                                      | Tremplin normal, | 96,0 m     | 105,2      | 18e        | 25 min 2 s 4  | 14e         | 26 min 53 s 4 | 12e                                 |
| Lukas Greiderer                                                   | Tremplin normal, | 103,5 m    | 123,4      | 2e         | 24 min 36 s 3 | 7e          | 25 min 14 s 3 | Médaille de bronze, Jeux olympiques |
| Johannes Lamparter                                                | Tremplin normal, | 100,0 m    | 116,9      | 5e         | 24 min 12 s 7 | 3e          | 25 min 16 s 7 | 4e                                  |
| Franz-Josef Rehrl                                                 | Tremplin normal, | 102,0 m    | 115,8      | 7e         | 25 min 8 s 3  | 17e         | 26 min 17 s 3 | 19e                                 |
| Lukas Greiderer                                                   | Grand tremplin,  | 129,0 m    | 112,8      | 11e        | 25 min 37 s 1 | 4e          | 27 min 25 s 1 | 5e                                  |
| Johannes Lamparter                                                | Grand tremplin,  | 128,0 m    | 118,1      | 8e         | 26 min 4 s 3  | 8e          | 27 min 31 s 3 | 6e                                  |
| Franz-Josef Rehrl                                                 | Grand tremplin,  | 135,5 m    | 121,9      | 6e         | 27 min 10 s 2 | 23e         | 28 min 22 s 2 | 11e                                 |
| Mario Seidl                                                       | Grand tremplin,  | 130,0 m    | 119,5      | 7e         | 27 min 7 s 5  | 21e         | 28 min 28 s 5 | 13e                                 |
| Martin Fritz Lukas Greiderer Johannes Lamparter Franz-Josef Rehrl | Par équipes,     | 532,0 m    | 475,4      | 1er        | 51 min 44 s 7 | 8e          | 51 min 44 s 7 | 4e                                  |

### Luge
| Athlètes                                                | Épreuve          | Course 1      | Course 1 | Course 2      | Course 2 | Course 3      | Course 3    | Course 4    | Course 4    | Total          | Total                               |
| Athlètes                                                | Épreuve          | Temps         | Rang     | Temps         | Rang     | Temps         | Rang        | Temps       | Rang        | Temps          | Rang                                |
| ------------------------------------------------------- | ---------------- | ------------- | -------- | ------------- | -------- | ------------- | ----------- | ----------- | ----------- | -------------- | ----------------------------------- |
| Madeleine Egle                                          | Monoplace femmes | 59 s 342      | 17e      | 58 s 493      | 2e       | 58 s 542      | 5e          | 58 s 432    | 3e          | 3 min 54 s 809 | 4e                                  |
| Hannah Prock                                            | Monoplace femmes | 58 s 762      | 6e       | 58 s 732      | 5e       | 58 s 532      | 4e          | 58 s 798    | 9e          | 3 min 54 s 824 | 5e                                  |
| Lisa Schulte                                            | Monoplace femmes | 58 s 523      | 3e       | 59 s 074      | 12e      | 58 s 646      | 6e          | 58 s 642    | 6e          | 3 min 54 s 885 | 6e                                  |
| David Gleirscher                                        | Monoplace hommes | 57 s 407      | 6e       | 58 s 240      | 12e      | 58 s 908      | 26e         | 58 s 617    | 20e         | 3 min 53 s 172 | 15e                                 |
| Nico Gleirscher                                         | Monoplace hommes | 59 s 110      | 27e      | 58 s 351      | 14e      | 57 s 370      | 3e          | 57 s 452    | 5e          | 3 min 52 s 283 | 12e                                 |
| Wolfgang Kindl                                          | Monoplace hommes | 57 s 110      | 2e       | 57 s 430      | 1er      | 57 s 117      | 2e          | 57 s 238    | 2e          | 3 min 48 s 895 | Médaille d'argent, Jeux olympiques  |
| Lorenz Koller Thomas Steu                               | Biplace (hommes) | 58 s 426      | 3e       | 58 s 639      | 3e       | Non disputé   | Non disputé | Non disputé | Non disputé | 1 min 57 s 065 | Médaille de bronze, Jeux olympiques |
| Madeleine Egle Wolfgang Kindl Thomas Steu Lorenz Koller | Relais mixte     | 1 min 0 s 054 | 2e       | 1 min 1 s 342 | 1er      | 1 min 2 s 090 | 2e          | Non disputé | Non disputé | 3 min 3 s 486  | Médaille d'argent, Jeux olympiques  |

### Patinage artistique
| Athlète                       | Épreuve           | Programme court Danse originale | Programme court Danse originale | Programme libre Danse libre | Programme libre Danse libre | Total    | Total    |
| Athlète                       | Épreuve           | Points                          | Rang                            | Points                      | Rang                        | Points   | Rang     |
| ----------------------------- | ----------------- | ------------------------------- | ------------------------------- | --------------------------- | --------------------------- | -------- | -------- |
| Olga Mikutina                 | Individuel femmes | 61,14                           | 18e                             | 121,06                      | 14e                         | 182,20   | 14e      |
| Miriam Ziegler Severin Kiefer | Couples           | 51,96                           | 18e                             | Éliminés                    | Éliminés                    | Éliminés | Éliminés |

### Patinage de vitesse
| Athlète        | Épreuve      | Course         | Course |
| Athlète        | Épreuve      | Temps          | Rang   |
| -------------- | ------------ | -------------- | ------ |
| Vanessa Herzog | 500 mètres   | 37 s 28        | 4e     |
| Vanessa Herzog | 1 000 mètres | 1 min 15 s 644 | 8e     |

| Athlète      | Épreuve | Demi-finale | Demi-finale   | Demi-finale | Finale | Finale        | Finale |
| Athlète      | Épreuve | Points      | Temps         | Rang        | Points | Temps         | Rang   |
| ------------ | ------- | ----------- | ------------- | ----------- | ------ | ------------- | ------ |
| Gabriel Odor | Hommes  | 10          | 7 min 44 s 28 | 4e          | 2      | 8 min 10 s 46 | 10e    |

### Saut à ski
| Athlète                                                      | Épreuve                   | Qualification | Qualification | Qualification | Finale       | Finale       | Finale       | Finale   | Finale   | Finale   | Finale   | Finale                             |
| Athlète                                                      | Épreuve                   | Qualification | Qualification | Qualification | 1er saut     | 1er saut     | 1er saut     | 2e saut  | 2e saut  | 2e saut  | Total    | Total                              |
| Athlète                                                      | Épreuve                   | Distance      | Points        | Rang          | Distance     | Points       | Rang         | Distance | Points   | Rang     | Points   | Rang                               |
| ------------------------------------------------------------ | ------------------------- | ------------- | ------------- | ------------- | ------------ | ------------ | ------------ | -------- | -------- | -------- | -------- | ---------------------------------- |
| Manuel Fettner                                               | Hommes (tremplin normal), | 102,0 m       | 107,5         | 6e            | 102,5 m      | 134,5        | 5e           | 104,0 m  | 136,3    | 1er      | 270,8    | Médaille d'argent, Jeux olympiques |
| Jan Hörl                                                     | Hommes (tremplin normal), | 87,0 m        | 78,5          | 37e           | 98,0 m       | 128,9        | 15e          | 97,0 m   | 119,9    | 20e      | 248,8    | 19e                                |
| Daniel Huber                                                 | Hommes (tremplin normal), | 90,0 m        | 90,8          | 23e           | 96,0 m       | 128,1        | 19e          | 101,5 m  | 125,5    | 10e      | 253,6    | 13e                                |
| Stefan Kraft                                                 | Hommes (tremplin normal), | 100,0 m       | 108,5         | 5e            | 98,0 m       | 129,2        | 14e          | 99,5 m   | 128,9    | 6e       | 258,1    | 10e                                |
| Manuel Fettner                                               | Hommes (grand tremplin),  | 128,0 m       | 120,5         | 11e           | 138,5 m      | 138,0        | 5e           | 134,0 m  | 134,7    | 12e      | 272,7    | 7e                                 |
| Jan Hörl                                                     | Hommes (grand tremplin),  | 127,0 m       | 117,0         | 15e           | 136,0 m      | 135,6        | 7e           | 137,0 m  | 135,3    | 11e      | 270,9    | 9e                                 |
| Daniel Huber                                                 | Hommes (grand tremplin),  | 126,0 m       | 117,7         | 14e           | 133,0 m      | 127,4        | 21e          | 132,5 m  | 127,7    | 22e      | 255,1    | 20e                                |
| Stefan Kraft                                                 | Hommes (grand tremplin),  | 128,5 m       | 127,6         | 4e            | 131,5 m      | 127,9        | 19e          | 136,5 m  | 136,2    | 10e      | 264,1    | 13e                                |
| Manuel Fettner Jan Hörl Daniel Huber Stefan Kraft            | Par équipes hommes        | Non disputé   | Non disputé   | Non disputé   | 519,0 m      | 458,4        | 2e           | 516,0 m  | 484,3    | 1er      | 942,7    | Médaille d'or, Jeux olympiques     |
| Lisa Eder                                                    | Femmes                    | Non disputé   | Non disputé   | Non disputé   | 92,0 m       | 92,3         | 15e          | 90,0 m   | 101,1    | 7e       | 193,4    | 8e                                 |
| Daniela Iraschko-Stolz                                       | Femmes                    | Non disputé   | Non disputé   | Non disputé   | 91,5 m       | 94,1         | 14e          | 80,5 m   | 83,9     | 16e      | 178,0    | 12e                                |
| Eva Pinkelnig                                                | Femmes                    | Non disputé   | Non disputé   | Non disputé   | 87,0 m       | 83,9         | 18e          | 84,0 m   | 82,6     | 17e      | 166,5    | 20e                                |
| Sophie Sorschag                                              | Femmes                    | Non disputé   | Non disputé   | Non disputé   | Disqualifiée | Disqualifiée | Disqualifiée | Éliminée | Éliminée | Éliminée | Éliminée | Éliminée                           |
| Lisa Eder Manuel Fettner Stefan Kraft Daniela Iraschko-Stolz | Par équipes mixte         | Non disputé   | Non disputé   | Non disputé   | 299,0 m      | 370,7        | 6e           | 378,5 m  | 447,3    | 3e       | 818,0    | 5e                                 |

### Skeleton
| Athlètes             | Épreuve | Course 1     | Course 1 | Course 2     | Course 2 | Course 3     | Course 3 | Course 4     | Course 4 | Total         | Total |
| Athlètes             | Épreuve | Temps        | Rang     | Temps        | Rang     | Temps        | Rang     | Temps        | Rang     | Temps         | Rang  |
| -------------------- | ------- | ------------ | -------- | ------------ | -------- | ------------ | -------- | ------------ | -------- | ------------- | ----- |
| Samuel Maier         | Hommes  | 1 min 1 s 36 | 15e      | 1 min 1 s 13 | 11e      | 1 min 1 s 5  | 13e      | 1 min 0 s 95 | 11e      | 4 min 4 s 49  | 13e   |
| Alexander Schlintner | Hommes  | 1 min 1 s 56 | 16e      | 1 min 1 s 73 | 19e      | 1 min 1 s 66 | 19e      | 1 min 1 s 24 | 14e      | 4 min 6 s 19  | 17e   |
| Janine Flock         | Femmes  | 1 min 2 s 64 | 14e      | 1 min 2 s 72 | 10e      | 1 min 2 s 23 | 8e       | 1 min 2 s 45 | 15e      | 4 min 10 s 04 | 10e   |

### Ski acrobatique
| Athlète       | Épreuve | Qualification | Qualification | Qualification | Qualification | Qualification | Finale   | Finale   | Finale   | Finale   | Finale   |
| Athlète       | Épreuve | Course 1      | Course 2      | Course 3      | Meilleur      | Rang          | Course 1 | Course 2 | Course 3 | Meilleur | Rang     |
| ------------- | ------- | ------------- | ------------- | ------------- | ------------- | ------------- | -------- | -------- | -------- | -------- | -------- |
| Daniel Bacher | Hommes  | 75,00         | 56,75         | 69,00         | 144,00        | 21e           | Éliminé  | Éliminé  | Éliminé  | Éliminé  | Éliminé  |
| Matěj Švancer | Hommes  | 61,75         | 27,75         | 25,50         | 86,50         | 26e           | Éliminé  | Éliminé  | Éliminé  | Éliminé  | Éliminé  |
| Laura Wallner | Femmes  | 59,50         | 9,00          | 9,00          | 68,50         | 23e           | Éliminée | Éliminée | Éliminée | Éliminée | Éliminée |
| Lara Wolf     | Femmes  | 25,25         | 36,25         | 55,25         | 91,50         | 21e           | Éliminée | Éliminée | Éliminée | Éliminée | Éliminée |

| Athlète      | Épreuve | Qualification | Qualification | Qualification | Qualification | Finale   | Finale   | Finale   | Finale   | Finale  |
| Athlète      | Épreuve | Course 1      | Course 2      | Meilleur      | Rang          | Course 1 | Course 2 | Course 3 | Meilleur | Rang    |
| ------------ | ------- | ------------- | ------------- | ------------- | ------------- | -------- | -------- | -------- | -------- | ------- |
| Marco Ladner | Hommes  | 53,50         | 6,50          | 53,50         | 17e           | Éliminé  | Éliminé  | Éliminé  | Éliminé  | Éliminé |

| Athlète       | Épreuve | Qualification | Qualification | Qualification | Qualification | Finale   | Finale   | Finale   | Finale   | Finale   |
| Athlète       | Épreuve | Course 1      | Course 2      | Meilleur      | Rang          | Course 1 | Course 2 | Course 3 | Meilleur | Rang     |
| ------------- | ------- | ------------- | ------------- | ------------- | ------------- | -------- | -------- | -------- | -------- | -------- |
| Daniel Bacher | Hommes  | 63,60         | 16,21         | 63,60         | 17e           | Éliminé  | Éliminé  | Éliminé  | Éliminé  | Éliminé  |
| Matěj Švancer | Hommes  | 37,25         | 74,86         | 74,86         | 9e            | 73,05    | 31,86    | 49,83    | 73,05    | 8e       |
| Laura Wallner | Femmes  | 30,36         | 30,70         | 30,70         | 25e           | Éliminée | Éliminée | Éliminée | Éliminée | Éliminée |
| Lara Wolf     | Femmes  | 62,56         | 24,38         | 62,56         | 14e           | Éliminée | Éliminée | Éliminée | Éliminée | Éliminée |

| Athlète            | Épreuve | Qualification | Qualification | Qualification | Qualification | Finale   | Finale   | Finale   | Finale   | Finale   | Finale   |
| Athlète            | Épreuve | Course 1      | Course 1      | Course 2      | Course 2      | Finale 1 | Finale 1 | Finale 2 | Finale 2 | Finale 3 | Finale 3 |
| Athlète            | Épreuve | Points        | Rang          | Points        | Rang          | Points   | Rang     | Points   | Rang     | Points   | Rang     |
| ------------------ | ------- | ------------- | ------------- | ------------- | ------------- | -------- | -------- | -------- | -------- | -------- | -------- |
| Katharina Ramsauer | Femmes  | 56,18         | 24e           | 55,76         | 19e           | Éliminée | Éliminée | Éliminée | Éliminée | Éliminée | Éliminée |

| Athlète             | Épreuve | Qualification | Qualification | Huitième de finale | Quart de finale | Demi-finale | Finale A Finale B | Classement final |
| Athlète             | Épreuve | Temps         | Rang          | Rang               | Rang            | Rang        | Rang              | Classement final |
| ------------------- | ------- | ------------- | ------------- | ------------------ | --------------- | ----------- | ----------------- | ---------------- |
| Adam Kappacher      | Hommes  | 1 min 13 s 58 | 25e           | 3e                 | Éliminé         | Éliminé     | Éliminé           | 22e              |
| Johannes Rohrweck   | Hommes  | 1 min 12 s 71 | 10e           | 2e                 | 2e              | 3e          | 3e                | 7e               |
| Tristan Takats      | Hommes  | 1 min 13 s 29 | 19e           | 2e                 | 4e              | Éliminé     | Éliminé           | 15e              |
| Robert Winkler      | Hommes  | 1 min 14 s 05 | 30e           | 4e                 | Éliminé         | Éliminé     | Éliminé           | 30e              |
| Christina Födermayr | Femmes  | 1 min 21 s 02 | 21e           | 3e                 | Éliminée        | Éliminée    | Éliminée          | 22e              |
| Andrea Limbacher    | Femmes  | 1 min 19 s 69 | 18e           | 2e                 | 3e              | Éliminée    | Éliminée          | 11e              |
| Katrin Ofner        | Femmes  | 1 min 19 s 95 | 19e           | 2e                 | 3e              | Éliminée    | Éliminée          | 12e              |

### Ski alpin
| Athlète             | Épreuve      | 1re manche    | 1re manche  | 2e manche     | 2e manche   | Total         | Total                               |
| Athlète             | Épreuve      | Temps         | Rang        | Temps         | Rang        | Temps         | Rang                                |
| ------------------- | ------------ | ------------- | ----------- | ------------- | ----------- | ------------- | ----------------------------------- |
| Manuel Feller       | Slalom       | Abandon       | Abandon     | Éliminé       | Éliminé     | Éliminé       | Éliminé                             |
| Michael Matt        | Slalom       | 54 s 36       | 7e          | Abandon       | Abandon     | Abandon       | Abandon                             |
| Marco Schwarz       | Slalom       | 56 s 26       | 25e         | 50 s 35       | 5e          | 1 min 46 s 61 | 17e                                 |
| Johannes Strolz     | Slalom       | 53 s 92       | 1er         | 50 s 78       | 13e         | 1 min 44 s 70 | Médaille d'argent, Jeux olympiques  |
| Stefan Brennsteiner | Slalom géant | 1 min 2 s 97  | 2e          | 1 min 22 s 01 | 40e         | 2 min 24 s 98 | 27e                                 |
| Manuel Feller       | Slalom géant | 1 min 3 s 67  | 7e          | Abandon       | Abandon     | Abandon       | Abandon                             |
| Raphael Haaser      | Slalom géant | 1 min 4 s 99  | 17e         | 1 min 7 s 40  | 9e          | 2 min 12 s 39 | 11e                                 |
| Marco Schwarz       | Slalom géant | 1 min 5 s 04  | 18e         | 1 min 7 s 43  | 11e         | 2 min 12 s 47 | 14e                                 |
| Max Franz           | Super G      | Non disputé   | Non disputé | Non disputé   | Non disputé | Abandon       | Abandon                             |
| Raphael Haaser      | Super G      | Non disputé   | Non disputé | Non disputé   | Non disputé | Abandon       | Abandon                             |
| Vincent Kriechmayr  | Super G      | Non disputé   | Non disputé | Non disputé   | Non disputé | 1 min 20 s 70 | 5e                                  |
| Matthias Mayer      | Super G      | Non disputé   | Non disputé | Non disputé   | Non disputé | 1 min 19 s 94 | Médaille d'or, Jeux olympiques      |
| Max Franz           | Descente     | Non disputé   | Non disputé | Non disputé   | Non disputé | 1 min 43 s 52 | 9e                                  |
| Daniel Hemetsberger | Descente     | Non disputé   | Non disputé | Non disputé   | Non disputé | 1 min 44 s 59 | 21e                                 |
| Vincent Kriechmayr  | Descente     | Non disputé   | Non disputé | Non disputé   | Non disputé | 1 min 43 s 45 | 8e                                  |
| Matthias Mayer      | Descente     | Non disputé   | Non disputé | Non disputé   | Non disputé | 1 min 42 s 85 | Médaille de bronze, Jeux olympiques |
| Raphael Haaser      | Combiné      | 1 min 44 s 63 | 10e         | 48 s 64       | 4e          | 2 min 33 s 27 | 7e                                  |
| Marco Schwarz       | Combiné      | 1 min 44 s 07 | 5e          | 48 s 64       | 4e          | 2 min 32 s 71 | 5e                                  |
| Johannes Strolz     | Combiné      | 1 min 43 s 87 | 4e          | 47 s 56       | 1er         | 2 min 31 s 43 | Médaille d'or, Jeux olympiques      |

| Athlète               | Épreuve      | 1re manche    | 1re manche  | 2e manche   | 2e manche   | Finale        | Finale                             |
| Athlète               | Épreuve      | Temps         | Rang        | Temps       | Rang        | Temps         | Rang                               |
| --------------------- | ------------ | ------------- | ----------- | ----------- | ----------- | ------------- | ---------------------------------- |
| Katharina Gallhuber   | Slalom       | 53 s 40       | 10e         | 53 s 93     | 25e         | 1 min 47 s 33 | 14e                                |
| Katharina Huber       | Slalom       | 53 s 54       | 12e         | 53 s 38     | 18e         | 1 min 46 s 92 | 12e                                |
| Katharina Liensberger | Slalom       | 52 s 83       | 7e          | 52 s 23     | 2e          | 1 min 45 s 06 | Médaille d'argent, Jeux olympiques |
| Katharina Truppe      | Slalom       | Abandon       | Abandon     | Éliminée    | Éliminée    | Éliminée      | Éliminée                           |
| Stephanie Brunner     | Slalom géant | Abandon       | Abandon     | Éliminée    | Éliminée    | Éliminée      | Éliminée                           |
| Katharina Liensberger | Slalom géant | 59 s 34       | 13e         | 58 s 90     | 17e         | 1 min 58 s 24 | 15e                                |
| Ramona Siebenhofer    | Slalom géant | 59 s 86       | 19e         | Abandon     | Abandon     | Abandon       | Abandon                            |
| Katharina Truppe      | Slalom géant | 57 s 86       | 2e          | 58 s 63     | 14e         | 1 min 56 s 49 | 4e                                 |
| Cornelia Hütter       | Super G      | Non disputé   | Non disputé | Non disputé | Non disputé | 1 min 14 s 19 | 8e                                 |
| Mirjam Puchner        | Super G      | Non disputé   | Non disputé | Non disputé | Non disputé | 1 min 13 s 73 | Médaille d'argent, Jeux olympiques |
| Ariane Rädler         | Super G      | Non disputé   | Non disputé | Non disputé | Non disputé | 1 min 15 s 33 | 20e                                |
| Tamara Tippler        | Super G      | Non disputé   | Non disputé | Non disputé | Non disputé | 1 min 13 s 84 | 4e                                 |
| Cornelia Hütter       | Descente     | Non disputé   | Non disputé | Non disputé | Non disputé | 1 min 33 s 35 | 7e                                 |
| Mirjam Puchner        | Descente     | Non disputé   | Non disputé | Non disputé | Non disputé | 1 min 33 s 45 | 8e                                 |
| Ramona Siebenhofer    | Descente     | Non disputé   | Non disputé | Non disputé | Non disputé | 1 min 33 s 81 | 12e                                |
| Tamara Tippler        | Descente     | Non disputé   | Non disputé | Non disputé | Non disputé | 1 min 34 s 39 | 19e                                |
| Katharina Huber       | Combiné      | 1 min 35 s 68 | 19e         | 53 s 12     | 2e          | 2 min 28 s 80 | 5e                                 |
| Christine Scheyer     | Combiné      | 1 min 32 s 42 | 1er         | 56 s 83     | 7e          | 2 min 29 s 25 | 6e                                 |
| Ramona Siebenhofer    | Combiné      | 1 min 32 s 56 | 3e          | 57 s 13     | 10e         | 2 min 29 s 69 | 7e                                 |

| Athlètes                                                                                                | Huitième de finale  | Quart de finale       | Demi-finale              | Finale / MB                | Finale / MB                    |
| Athlètes                                                                                                | Adversaire Résultat | Adversaire Résultat   | Adversaire Résultat      | Adversaire Résultat        | Rang                           |
| --- | ------------------- | --------------------- | ------------------------ | -------------------------- | ------------------------------ |
| Katharina Huber Katharina Liensberger Katharina Truppe Stefan Brennsteiner Michael Matt Johannes Strolz | Exemptés            | Slovénie Victoire 3-1 | Norvège Victoire 2-2 (T) | Allemagne Victoire 2-2 (T) | Médaille d'or, Jeux olympiques |

### Ski de fond
| Athlète          | Épreuve                            | Classique     | Classique   | Libre         | Libre       | Total             | Total                               |
| Athlète          | Épreuve                            | Temps         | Rang        | Temps         | Rang        | Temps             | Rang                                |
| ---------------- | ---------------------------------- | ------------- | ----------- | ------------- | ----------- | ----------------- | ----------------------------------- |
| Mika Vermeulen   | Skiathlon hommes (15 km + 15 km)   | 41 min 18 s   | 20e         | 38 min 49 s 7 | 13e         | 1 h 20 min 40 s   | 16e                                 |
| Mika Vermeulen   | 15 km classique hommes             | Non disputé   | Non disputé | Non disputé   | Non disputé | 40 min 37 s 8     | 23e                                 |
| Teresa Stadlober | Skiathlon femmes (7,5 km + 7,5 km) | 22 min 38 s 7 | 5e          | 21 min 19 s 8 | 4e          | 44 min 44 s 2     | Médaille de bronze, Jeux olympiques |
| Lisa Unterweger  | 10 km classique femmes             | Non disputé   | Non disputé | Non disputé   | Non disputé | 31 min 2 s 1      | 31e                                 |
| Teresa Stadlober | 10 km classique femmes             | Non disputé   | Non disputé | Non disputé   | Non disputé | 29 min 16 s 9     | 9e                                  |
| Teresa Stadlober | 30 km libre femmes                 | Non disputé   | Non disputé | Non disputé   | Non disputé | 1 h 28 min 36 s 5 | 11e                                 |

| Athlète                          | Épreuve            | Qualification | Qualification | Quart de finale | Quart de finale | Demi-finale   | Demi-finale | Finale         | Finale   |
| Athlète                          | Épreuve            | Temps         | Rang          | Temps           | Rang            | Temps         | Rang        | Temps          | Rang     |
| -------------------------------- | ------------------ | ------------- | ------------- | --------------- | --------------- | ------------- | ----------- | -------------- | -------- |
| Michael Föttinger                | Individuel hommes  | 2 min 56 s 58 | 39e           | Éliminé         | Éliminé         | Éliminé       | Éliminé     | Éliminé        | Éliminé  |
| Benjamin Moser                   | Individuel hommes  | 2 min 58 s 07 | 43e           | Éliminé         | Éliminé         | Éliminé       | Éliminé     | Éliminé        | Éliminé  |
| Michael Föttinger Benjamin Moser | Par équipes hommes | Non disputé   | Non disputé   | Non disputé     | Non disputé     | 20 min 7 s 78 | 4e          | 21 min 15 s    | 10e      |
| Lisa Unterweger                  | Individuel femmes  | 3 min 24 s 83 | 34e           | Éliminée        | Éliminée        | Éliminée      | Éliminée    | Éliminée       | Éliminée |
| Teresa Stadlober Lisa Unterweger | Par équipes femmes | Non disputé   | Non disputé   | Non disputé     | Non disputé     | 23 min 8 s 34 | 3e          | 22 min 55 s 25 | 6e       |

### Snowboard
| Athlète     | Épreuve | Qualification | Qualification | Qualification | Qualification | Qualification | Finale   | Finale   | Finale   | Finale   | Finale                         |
| Athlète     | Épreuve | Course 1      | Course 2      | Course 3      | Meilleur      | Rang          | Course 1 | Course 2 | Course 3 | Meilleur | Rang                           |
| ----------- | ------- | ------------- | ------------- | ------------- | ------------- | ------------- | -------- | -------- | -------- | -------- | ------------------------------ |
| Anna Gasser | Femmes  | 73,25         | 62,25         | 80,25         | 153,50        | 6e            | 90,00    | 86,75    | 95,50    | 185,50   | Médaille d'or, Jeux olympiques |

| Athlète          | Épreuve | Qualification | Qualification | Qualification | Qualification | Finale   | Finale   | Finale   | Finale   | Finale  |
| Athlète          | Épreuve | Course 1      | Course 2      | Meilleur      | Rang          | Course 1 | Course 2 | Course 3 | Meilleur | Rang    |
| ---------------- | ------- | ------------- | ------------- | ------------- | ------------- | -------- | -------- | -------- | -------- | ------- |
| Clemens Millauer | Hommes  | 38,71         | 32,06         | 38,71         | 27e           | Éliminé  | Éliminé  | Éliminé  | Éliminé  | Éliminé |
| Anna Gasser      | Femmes  | 50,71         | 75,00         | 75,00         | 4e            | 35,01    | 43,58    | 75,33    | 75,33    | 6e      |

| Athlète            | Épreuve | Qualification | Qualification | Huitième de finale | Quart de finale     | Demi-finale          | Finale           | Finale                             |
| Athlète            | Épreuve | Temps         | Rang          | Adversaire         | Adversaire          | Adversaire           | Adversaire       | Rang                               |
| ------------------ | ------- | ------------- | ------------- | ------------------ | ------------------- | -------------------- | ---------------- | ---------------------------------- |
| Benjamin Karl      | Hommes  | 1 min 21 s 25 | 2e            | Yankov Victoire    | Payer Victoire      | Fischnaller Victoire | Mastnak Victoire | Médaille d'or, Jeux olympiques     |
| Lukas Mathies      | Hommes  | 1 min 23 s 75 | 23e           | Éliminé            | Éliminé             | Éliminé              | Éliminé          | Éliminé                            |
| Alexander Payer    | Hommes  | 1 min 22 s 10 | 10e           | Nowaczyk Victoire  | Karl Défaite        | Éliminé              | Éliminé          | 8e                                 |
| Andreas Prommegger | Hommes  | 1 min 21 s 37 | 3e            | Caviezel Victoire  | Fischnaller Défaite | Éliminé              | Éliminé          | 6e                                 |
| Julia Dujmovits    | Femmes  | 1 min 27 s 43 | 5e            | Kummer Victoire    | Dekker Défaite      | Éliminée             | Éliminée         | 6e                                 |
| Daniela Ulbing     | Femmes  | 1 min 27 s 77 | 7e            | Farrell Victoire   | Hofmeister Victoire | Kotnik Victoire      | Ledecká Abandon  | Médaille d'argent, Jeux olympiques |

| Athlète                          | Épreuve     | Qualification | Qualification | Huitième de finale | Quart de finale | Demi-finale | Finale A Finale B | Classement final               |
| Athlète                          | Épreuve     | Temps         | Rang          | Rang               | Rang            | Rang        | Rang              | Classement final               |
| -------------------------------- | ----------- | ------------- | ------------- | ------------------ | --------------- | ----------- | ----------------- | ------------------------------ |
| Jakob Dusek                      | Hommes      | 1 min 17 s 05 | 3e            | 4e                 | Éliminé         | Éliminé     | Éliminé           | 25e                            |
| Alessandro Hämmerle              | Hommes      | 1 min 17 s 24 | 4e            | 2e                 | 1er             | 2e          | 1er               | Médaille d'or, Jeux olympiques |
| Julian Lüftner                   | Hommes      | 1 min 17 s    | 2e            | 2e                 | 1er             | 1er         | 4e                | 4e                             |
| Lukas Pachner                    | Hommes      | 1 min 18 s 49 | 14e           | 3e                 | Éliminé         | Éliminé     | Éliminé           | 20e                            |
| Pia Zerkhold                     | Femmes      | 1 min 24 s 53 | 9e            | Abandon            | Éliminée        | Éliminée    | Éliminée          | 25e                            |
| Alessandro Hämmerle Pia Zerkhold | Par équipes | Non disputé   | Non disputé   | Non disputé        | 4e              | Éliminés    | Éliminés          | =13e                           |